# 토드 루이소
토드 루아이조(Todd Louiso, 1970년 1월 27일 ~ )는 미국의 배우, 영화 감독, 각본가이다.
신시내티에서 태어났다.

## 출연 작품
- 제미니 (2017년)
- 내가 죽기 전에 가장 듣고 싶은 말 (2017년) - 모건 박사 역
- 맥베스 (2015년)
- 헬로 아이 머스트 비 고잉 (2012년)
- 어 백 오브 해머스 (2010년) - 마티 역
- 스위치 (2010년) - 아티 역
- 마크 피즈 익스피리언스 (2009년)
- 굿바이 초콜릿 (2007년)
- 스쿨 포 스카운드럴 (2006년)
- 스네이크 온 어 플레인 (2006년) - 닥터 스티븐 프라이스 역
- 땡큐 포 스모킹 (2005년) - 론 굿 역
- 러브 리자 (2002, Love Liza)
- 더 커팅 룸 (2001년) - 제이슨 역
- 사랑도 리콜이 되나요 (2000년) - 딕 역
- 때로는 모든 걸 잃어볼 필요가 있다 (1998년) - 봅 하퍼 역
- 가방 속의 여덟 머리 (1997년) - 스티브 역
- 제리 맥과이어 (1996년)
- 더 록 (1996년) - 마빈 이쉐우드 역
- 여인의 향기 (1992년) - 트렌트 역
- 스텔라 (1990년)

### 텔레비전
- 시카고 메디컬 (1994년)